# Erlass über die Einsetzung eines Chefs der Deutschen Polizei im Reichsministerium des Innern
Der Erlass über die Einsetzung eines Chefs der Deutschen Polizei im Reichsministerium des Innern vom 17. Juni 1936, verkündet im Reichsgesetzblatt 1936 I, S. 487/488, lieferte die rechtliche Grundlage für die institutionelle Verklammerung des NSDAP-Parteiamtes Reichsführer SS mit dem des neu eingeführten staatlichen Amtes eines Chefs der Deutschen Polizei und war damit vorläufiger Höhepunkt der bereits weit fortgeschrittenen Verschmelzung des SS-Apparats mit der Polizei der Weimarer Republik zu einem Instrument totaler und willkürlicher Führergewalt.

## Hintergrund
Gemäß Art. 9 RV standen dem Reichsminister des Innern nur allgemeine Aufsichts- und Gesetzgebungsbedürfnisse („Soweit ein Bedürfnis für den Erlass einheitlicher Vorschriften vorhanden ist, hat das Reich die Gesetzgebung über […] den Schutz der öffentlichen Ordnung und Sicherheit.“) sowie Reichsexekutivbefugnisse (Art. 48 RV) zu. Die eigentliche Polizeihoheit lag bei den Ländern, in deren Zuständigkeit auch Organisation, Einsatz und Dienstrecht fielen. Durch den Prozess der politischen Gleichschaltung und zunehmenden, zentralistisch motivierten, Verlagerung von Kompetenzen auf das Reich („Verreichlichung“), den die Nationalsozialisten betrieben, wurden in den Ländern auch Reichskommissare für die Befugnisse der Polizei eingesetzt (siehe Staatskommissar und Gauleiter Wagner im Freistaat Bayern). Abschluss dieser Bestrebungen bildete das Gesetz über den Neuaufbau des Reichs vom 30. Januar 1934, in dessen Zuge die Hoheitsrechte der Länder und damit auch die Kontrolle über deren Polizei-Strukturen auf das Reich übergingen. Auch wurden am 1. November 1934 das Reichsinnenministerium mit dem Preußischen Ministerium des Innern vereinigt.
Die langwierigen und wegen Kompetenzstreitigkeiten äußerst hartnäckig geführten Verhandlungen zwischen dem Reichsführer SS Himmler und Heydrich (Chef SD), welche eine möglichst umfangreiche Loslösung der polizeilichen Strukturen und deren Eingliederung in die SS forderten, auf der einen sowie Minister Frick und seinem Staatssekretär Pfundtner, die den unbedingten Erhalt der Anbindung der Polizei an die innere Verwaltung und die Wahrung der bestehenden disziplinarischen und normativen Ordnung anstrebten, auf der anderen Seite, fanden mit Unterzeichnung des schlussendlichen Kompromiss-Entwurfs durch Hitler ein Ende.

## Bestimmungen und Auswirkungen
Der Erlass bildete die staatlich sanktionierte und funktional-institutionelle Grundlage für eine weitere Verquickung von SS und Polizei, die bis dahin nur personell vorangeschritten war (Real-, statt nur Personalunion) und führte zu einer Konzentration polizeilicher Macht und Zuständigkeiten in einer Hand an der Spitze des Reiches, die von den Vätern der Weimarer Verfassung nie so vorgesehen war (Antiföderalistisches Prinzip).
Himmler, der durch den Erlass in den Rang eines Staatssekretärs aufgestiegen und den Oberbefehlshabern des Heeres und der Marine gleichgestellt war, gelang es in Folge durch mehrere Runderlasse im Reichsinnenministerium seine Stellung weiter auszubauen. So wurde seine ursprünglich vorgesehene Stellung als Vertreter des Ministers für den polizeilichen Geschäftsbereich in dessen Abwesenheit zu einer generellen ständigen Stellvertreter-Position mit ministeriellen Verfügungsrechten ausgeweitet. Im Übrigen war die „persönliche und unmittelbare“ Unterstellung Himmlers unter den Minister nur formaler Natur, denn als Reichsführer SS war er nur Hitler gegenüber Rechenschaft schuldig.
Als Himmler am 25. August 1943 selbst Innenminister wurde, ließ er den Zusatz „im Reichsministerium des Innern“ in seiner Dienstbezeichnung wegfallen.